# 894
| [ Edytuj tabelę ]          |                                                                    |
| Król Anglii                | - 871 Alfred Wielki 899                                            |
| Hrabia Aragonii            | - 893 Galindo II 922                                               |
| Król Armenii               | - 890 Symbat I Męczennik 913                                       |
| Hrabia Barcelony           | - 878 Wilfred Włochaty 897                                         |
| Książę Bawarii             | - 889 Luitpold 907                                                 |
| Książę Burgundii           | - 880 Ryszard I Prawodawca 921                                     |
| Cesarz Bizancjum           | - 886 Leon VI Filozof 912 - 886 Aleksander 913                     |
| Chan Bułgarii              | - 893 Symeon I 913                                                 |
| Cesarz Chin                | - 888 Tang Zhaozong 904                                            |
| Władca Egiptu              | - 884 Chumarawajh 896                                              |
| Król Franków wschodnich    | - 887 Arnulf z Karyntii 899                                        |
| Król Franków zachodnich    | - 888 Odon 898 - 893 Karol III Prostak 922                         |
| Cesarz Japonii             | - 887 Uda 897                                                      |
| Kalif                      | - 892 Al-Mu’tadid 902                                              |
| Król Khmerów               | - 889 Jaszowarman I 910                                            |
| Wielki książę Kijowa       | - 882 Oleg Mądry 912                                               |
| Patriarcha Konstantynopola | - 893 Antoni II Kauleas 901                                        |
| Król Leónu                 | - 866 Alfons III Wielki 910                                        |
| Król Mercji                | - 879 Aethelred 911                                                |
| Król Nawarry               | - 880 Fortún Garcés 905                                            |
| Król Norwegii              | - 872 Harald Pięknowłosy 930                                       |
| Papież                     | - 891 Formozus 896                                                 |
| Cesarz rzymski             | - 891 Gwido 894 - 892 Lambert 898                                  |
| Książę Saksonii            | - 880 Otto Dostojny 912                                            |
| Król Szkocji               | - 889 Donald II 900                                                |
| Doża Wenecji               | - 888 Pietro Tribuno 912                                           |
| Książę Węgier              | - 894 Almos 896                                                    |
| Książę wielkomorawski      | - 871 Świętopełk I 894 - 894 Mojmir II 906 - 894 Świętopełk II 906 |

Rok 894 / DCCCXCIV
stulecia: VIII wiek ~
IX wiek ~
X wiek

lata: 884 «
889 «
890 «
891 «
892 «
893 «
894
» 895
» 896
» 897
» 898
» 899
» 904

## Wydarzenia
- Bizancjum zawarło porozumienie z węgierskimi wodzami – Kurszánem i Arpadem – skierowane przeciwko Bułgarii.

## Zmarli
- Świętopełk I Wielki – władca państwa wielkomorawskiego